# Tom Florie
Thomas Florie (6 de septiembre de 1897, Harrison, Nueva Jersey - 26 de abril de 1966, North Providence, Rhode Island) fue un futbolista estadounidense.

## Trayectoria
Tom Florie, hijo de inmigrantes italianos, jugó al balompié durante su adolescencia. Sin embargo, interrumpió su carrera para servir en la marina en la Primera Guerra Mundial. De vuelta al actividad, fichó por el Harrison F.C.. Su poca presencia en el club le hizo cambiar de destino y llegó al equipo de American A.A..
En 1924 llegó al Providence F.C. de la American Soccer League, donde se afirmó como uno de los mejores delanteros de la liga. En 1928 fue traspasado al New Bedford Whalers II. Posteriormente fichó por el Fall River F.C., pero el club fusionó con otro equipo y dio origen a los New Bedford Whalers III. En 1932 llegó a los Pawtucket Rangers, jugó hasta el año 1934. Acabó su carrera en el Pawtucket F.C., su mayor logro fue el título ganado en la National Challenge Cup 1941.
Es miembro de la National Soccer Hall of Fame desde 1986.

## Selección nacional
Fue miembro de la selección estadounidense con 8 encuentros y 2 goles. Tom Florie debutó en un amistoso ante Canadá el 27 de junio de 1925. Marcó su primer tanto en la victoria 6-2 frente a Canadá, partido amistoso que se jugó en 1926. Jugó con el equipo nacional en la Copa Mundial de 1930, participó en tres partidos, todos como capitán de la selección. También, fue parte del equipo en la Copa  Mundial de 1934 en Italia.

### Participaciones en Copas del Mundo
| Mundial                        | Sede    | Resultado    | PJ | Goles |
| ------------------------------ | ------- | ------------ | -- | ----- |
| Copa Mundial de Fútbol de 1930 | Uruguay | Tercer lugar | 3  | 1     |
| Copa Mundial de Fútbol de 1934 | Italia  | Primera fase | 1  | 0     |

## Clubes
| Club                    | País           | Año         |
| ----------------------- | -------------- | ----------- |
| Harrison F.C.           | Estados Unidos | 1921 - 1922 |
| American                | Estados Unidos | 1922 - 1924 |
| Providence F.C.         | Estados Unidos | 1924 - 1928 |
| New Bedford Whalers II  | Estados Unidos | 1928 - 1931 |
| Fall River F.C.         | Estados Unidos | 1931        |
| New Bedford Whalers III | Estados Unidos | 1931 - 1932 |
| Pawtucket Rangers       | Estados Unidos | 1932 - 1934 |
| Pawtucket F.C.          | Estados Unidos | 1934        |